# 일본국 헌법 제8조
일본국 헌법 제8조(일본어: 日本国憲法第8条)은 일본국 헌법 제1장 "천황"의 조문 중 하나이다. 황실의 재산 수수에 대해 규정하고 있다.

## 조문
일본국 헌법 제8조
황실에 재산을 양도하거나, 또는 황실이 재산을 양도받거나 혹은 사여하는 것은 국회의 의결에 의거하여야 한다.

## 해설
황실의 재산 수수에 대해 제한을 두는 규정이다. 본 조에서는 따로 예외 규정을 두지는 않았다.
그러나 황실경제법 제2조에서 그 때마다 국회의 의결을 거치지 않고도 재산을 수수할 수 있는 경우에 대해서 규정하고 있는데, 다만 황실에 대한 재산 집중이나 황실과 특정 개인 및 단체의 부적절한 연계 우려가 없는 범위로 제한되어 있다. 구체적인 내용은 다음과 같다.
- 상당한 대가에 의한 매매 등의 통상적인 사적 경제 활동
- 외국과의 교제를 위한 의례상의 증답(贈答)
- 공공을 위하여 베푸는 유증·유산의 사여(賜與)
- 그 밖에 연도마다 일정 한도 내의 금액

이와 관련해 일본국 헌법 제88조는 재정의 관점에서 황실 재산 및 황실 비용 지출에 대한 규정을 두고 있다.